# Parahyliota alticolus
Parahyliota alticolus là một loài bọ cánh cứng trong họ Silvanidae. Loài này được Pal, Sen Gupta & Crowson miêu tả khoa học năm 1985.